# 2000년 일본 프로 야구 올스타전
2000년 일본 프로 야구 올스타전은 2000년 7월 22일과 7월 23일, 7월 26일에 열린 일본 프로 야구의 올스타전 경기이다. 정식 명칭은 2000 산요 올스타 게임(2000 サンヨー オールスターゲーム, 2000 SANYO ALL STAR GAME).

## 개요
전년도 일본 시리즈 정상에 오른 후쿠오카 다이에 호크스의 오 사다하루 감독이 퍼시픽 리그 올스타팀을 이끌었고 센트럴 리그 우승팀인 주니치 드래건스의 호시노 센이치 감독이 센트럴 리그 올스타팀을 지휘했다. 3차전은 당초 7월 25일에 열릴 예정이었지만 6월 16일에 붕어한 황태후 나가코의 장례식을 치렀기 때문에 경기를 취소하면서 7월 26일에 순차 연기됐다.
그해 올스타전에서 센트럴 올스타팀의 나가시마 시게오(요미우리 자이언츠 감독)와 곤도 히로시(요코하마 베이스타스 감독)가 코치를 맡았다. 퍼시픽 올스타팀 감독인 사다하루와 센트럴 올스타팀 코치 나가시마의 일명 ‘ON콤비’가 올스타전에 유니폼을 입고 동시에 등장한 것은 1979년 이래였다. 센트럴 올스타팀은 3경기 모두 패배 없이 3연승을 기록했는데 이것으로 센트럴 올스타팀은 1997년 2차전 이래 8연승을 달성(올스타전 기록)했다. 올스타전에 있어서 2년 연속 3연승은 첫 사례였다.
도밍고 마르티네스(요미우리), 레오 고메스(주니치), 로버트 로즈(요코하마) 등 3명의 외국인 선수가 센트럴 올스타팀의 외국인 출장 선수로 등록됐기 때문에 시즌 전반기에서 맹활약을 보여준 야쿠르트 스왈로스의 거포 로베르토 페타지니가 출전 명단에서 제외됐다. 하지만 마르티네스가 부상으로 출전 포기함에 따라 페타지니가 보충 선수로 출전했다. 마르티네스 사퇴는 또 한 명의 거포인 기요하라 가즈히로(요미우리)도 1루수로서 보충시키는 결과를 낳았다. 게다가 보충 요원인 페타지니와 기요하라는 각각 1차전과 3차전에서 MVP에 선정되는 영예를 안았다.
올스타전 역사에 남는 기록으로서는 2차전에서 퍼시픽 올스타팀이 1이닝 7실점을 내준 것과 이에 부활한 센트럴 올스타팀의 기요하라가 전인미답의 통산 7번째 올스타전 MVP 수상이다. 또한 주니치에서 에디 겔러드, 멜빈 번치, 레오 고메스 등 3명의 외국인 선수들이 모두 첫 출전을 이뤘지만 같은 구단에서 3명의 외국인 선수가 동시에 첫 출전을 이룬 것은 이 해뿐이다(2011년 10월 현재).
또한 2차전 개최 구장이 된 그린 스타디움 고베(현: 홋토못토 필드 고베)는 다음해 이후로는 올스타전을 개최하지 않았다.

## 출장 선수
| 센트럴 리그 | 센트럴 리그        | 센트럴 리그 | 센트럴 리그 |
| ----------- | ------------------ | ----------- | ----------- |
| 감독        | 호시노 센이치      | 주니치      |             |
| 코치        | 나가시마 시게오    | 요미우리    |             |
| 코치        | 곤도 히로시        | 요코하마    |             |
| 투수        | 우에하라 고지      | 요미우리    | 2           |
| 투수        | 이와세 히토키      | 주니치      | 첫 출장     |
| 투수        | M. 번치            | 주니치      | 첫 출장     |
| 투수        | E. 겔러드          | 주니치      | 첫 출장     |
| 투수        | D. 메이            | 요미우리    | 첫 출장     |
| 투수        | 구도 기미야스      | 요미우리    | 8           |
| 투수        | 고미야마 사토루    | 요코하마    | 7           |
| 투수        | 가와사키 겐지로    | 야쿠르트    | 4           |
| 투수        | 다카쓰 신고        | 야쿠르트    | 4           |
| 투수        | 이가라시 료타      | 야쿠르트    | 첫 출장     |
| 투수        | 사사오카 신지      | 히로시마    | 5           |
| 투수        | 다카하시 겐        | 히로시마    | 첫 출장     |
| 투수        | 야부 게이이치      | 한신        | 6           |
| 투수        | 오카지마 히데키    | 요미우리    | 첫 출장     |
| 투수        | 도야마 쇼지▲       | 한신        | 첫 출장     |
| 포수        | 후루타 아쓰야      | 야쿠르트    | 11          |
| 포수        | 다니시게 모토노부  | 요코하마    | 5           |
| 1루수       | D. 마르티네스      | 요미우리    | 첫 출장     |
| 2루수       | 니시 도시히사      | 요미우리    | 2           |
| 3루수       | 에토 아키라        | 요미우리    | 7           |
| 유격수      | 니오카 도모히로    | 요미우리    | 2           |
| 내야수      | 다쓰나미 가즈요시  | 주니치      | 8           |
| 내야수      | L. 고메스          | 주니치      | 첫 출장     |
| 내야수      | 야마사키 다케시    | 주니치      | 2           |
| 내야수      | 이시이 다쿠로      | 요코하마    | 5           |
| 내야수      | R. 로즈            | 요코하마    | 4           |
| 내야수      | R. 페타지니▲       | 야쿠르트    | 2           |
| 내야수      | 기요하라 가즈히로▲ | 요미우리    | 15          |
| 외야수      | 마쓰이 히데키      | 요미우리    | 7           |
| 외야수      | 다카하시 요시노부  | 요미우리    | 3           |
| 외야수      | 신조 쓰요시        | 한신        | 4           |
| 외야수      | 기무라 다쿠야      | 히로시마    | 첫 출장     |
| 외야수      | 가네모토 도모아키  | 히로시마    | 4           |
| 외야수      | 쓰보이 도모치카    | 한신        | 첫 출장     |

| 퍼시픽 리그 | 퍼시픽 리그         | 퍼시픽 리그 | 퍼시픽 리그 |
| ----------- | ------------------- | ----------- | ----------- |
| 감독        | 오 사다하루         | 다이에      |             |
| 코치        | 히가시오 오사무     | 세이부      |             |
| 코치        | 오기 아키라         | 오릭스      |             |
| 투수        | 마쓰자카 다이스케   | 세이부      | 2           |
| 투수        | 요시다 슈지         | 다이에      | 첫 출장     |
| 투수        | R. 페드라자         | 다이에      | 2           |
| 투수        | 이시이 다카시       | 세이부      | 3           |
| 투수        | 모리 신지           | 세이부      | 2           |
| 투수        | 오구라 히사시       | 오릭스      | 첫 출장     |
| 투수        | 가와고에 히데타카   | 오릭스      | 2           |
| 투수        | 고바야시 마사히데   | 지바 롯데   | 첫 출장     |
| 투수        | 오노 신고           | 지바 롯데   | 첫 출장     |
| 투수        | 이와모토 쓰토무     | 닛폰햄      | 3           |
| 투수        | 다테야마 요시노리   | 닛폰햄      | 첫 출장     |
| 투수        | 마에카와 가쓰히코   | 긴테쓰      | 첫 출장     |
| 투수        | 야마무라 히로키     | 긴테쓰      | 첫 출장     |
| 투수        | 에비스 노부유키▲    | 오릭스      | 첫 출장     |
| 포수        | 조지마 겐지         | 다이에      | 4           |
| 포수        | 히다카 다케시       | 오릭스      | 첫 출장     |
| 포수        | 노구치 도시히로     | 닛폰햄      | 2           |
| 1루수       | 이시이 히로오       | 지바 롯데   | 4           |
| 2루수       | 오시마 고이치       | 오릭스      | 첫 출장     |
| 3루수       | 나카무라 노리히로   | 긴테쓰      | 4           |
| 유격수      | 마쓰이 가즈오       | 세이부      | 4           |
| 내야수      | 고쿠보 히로키       | 다이에      | 5           |
| 내야수      | 고사카 마코토       | 지바 롯데   | 3           |
| 내야수      | 후쿠우라 가즈야     | 지바 롯데   | 첫 출장     |
| 내야수      | 오가사와라 미치히로 | 닛폰햄      | 2           |
| 내야수      | 가타오카 아쓰시     | 닛폰햄      | 5           |
| 내야수      | 마쓰나카 노부히코▲  | 다이에      | 2           |
| 외야수      | 이치로              | 오릭스      | 7           |
| 외야수      | 아키야마 고지       | 다이에      | 16          |
| 외야수      | T. 로즈             | 긴테쓰      | 4           |
| 외야수      | 시바하라 히로시     | 다이에      | 첫 출장     |
| 지명타자    | F. 볼릭             | 지바 롯데   | 첫 출장     |

- 굵은 글씨는 팬 투표로 선출된 선수, ▲는 출장 사퇴 선수 발생에 의한 보충 선수.

1. ↑  왼쪽 대퇴부 근육 파열로 인한 출전 포기.
2. ↑  좌측 복부 근육 파열로 인한 출전 포기, 대체할 선수로는 도야마가 선출.
3. ↑  복근 손상으로 인한 출전 포기, 대체할 선수로는 로베르토 페타지니가 선출.
4. ↑  좌늑연골 손상으로 인한 출전 포기, 대체할 선수로는 기요하라가 선출.
5. ↑  요추 추간판 통증으로 인한 출전 포기, 대체할 선수로는 에비스가 선출.
6. ↑  왼손요골원위단 골절로 인한 출전 포기, 대체할 선수로는 마쓰나카가 선출.

## 올스타전 경기 결과

### 1차전

#### 스코어
| 팀 | 1 | 2 | 3 | 4 | 5 | 6 | 7 | 8 | 9 | R | H | E |
| 퍼시픽 | 0 | 1 | 0 | 0 | 1 | 0 | 0 | 1 | 1 | 4 | 8 | 1 |
| 센트럴 | 0 | 1 | 0 | 0 | 3 | 0 | 0 | 1 | X | 5 | 9 | 1 |
| 승리 투수: 다카하시 겐(히로시마) 패전 투수: 다테야마 요시노리(닛폰햄) 세이브: 다카쓰 신고(야쿠르트) 홈런: 퍼시픽 – 고쿠보 히로키(다이에·8회 1점) 센트럴 – 로베르토 페타지니(야쿠르트·2회 1점, 8회 1점), 로버트 로즈(요코하마·5회 2점) |   |   |   |   |   |   |   |   |   |   |   |   |

#### 출장 선수
| 퍼시픽 | 퍼시픽 | 퍼시픽              |
| 타순   | 수비   | 선수                |
| ------ | ------ | ------------------- |
| 1      | (중)   | 이치로              |
| 2      | (유)   | 마쓰이 가즈오       |
| 3      | (二)   | 고쿠보 히로키       |
| 4      | (三)   | 나카무라 노리히로   |
| 5      | (지)   | F. 볼릭             |
| 6      | (좌)   | T. 로즈             |
| 7      | (一)   | 오가사와라 미치히로 |
| 8      | (포)   | 조지마 겐지         |
| 9      | (우)   | 아키야마 고지       |
|        | (투)   | 이와모토 쓰토무     |

| 센트럴 | 센트럴 | 센트럴            |
| 타순   | 수비   | 선수              |
| ------ | ------ | ----------------- |
| 1      | (우)   | 다카하시 요시노부 |
| 2      | (유)   | 이시이 다쿠로     |
| 3      | (二)   | R. 로즈           |
| 4      | (중)   | 마쓰이 히데키     |
| 5      | (一)   | R. 페타지니       |
| 6      | (지)   | L. 고메스         |
| 7      | (좌)   | 가네모토 도모아키 |
| 8      | (포)   | 후루타 아쓰야     |
| 9      | (三)   | 니시 도시히사     |
|        | (투)   | D. 메이           |

#### 수상 선수
MVP
- 로베르토 페타지니(야쿠르트)

### 2차전

#### 스코어
| 팀 | 1 | 2 | 3 | 4 | 5 | 6 | 7 | 8 | 9 | R  | H  | E |
| 센트럴 | 3 | 0 | 1 | 0 | 1 | 0 | 0 | 7 | 0 | 12 | 18 | 1 |
| 퍼시픽 | 0 | 0 | 0 | 0 | 0 | 0 | 0 | 0 | 4 | 4  | 7  | 0 |
| 승리 투수: 야부 게이이치(한신) 패전 투수: 마쓰자카 다이스케(세이부) 홈런: 센트럴 – 마쓰이 히데키(요미우리·8회 2점) |   |   |   |   |   |   |   |   |   |    |    |   |

#### 출장 선수
| 센트럴 | 센트럴 | 센트럴            |
| 타순   | 수비   | 선수              |
| ------ | ------ | ----------------- |
| 1      | (좌)   | 쓰보이 도모치카   |
| 2      | (三)   | 다쓰나미 가즈요시 |
| 3      | (중)   | 신조 쓰요시       |
| 4      | (一)   | R. 페타지니       |
| 5      | (지)   | 야마사키 다케시   |
| 6      | (우)   | 다카하시 요시노부 |
| 7      | (二)   | 기무라 다쿠야     |
| 8      | (포)   | 다니시게 모토노부 |
| 9      | (유)   | 니오카 도모히로   |
|        | (투)   | 야부 게이이치     |

| 퍼시픽 | 퍼시픽 | 퍼시픽            |
| 타순   | 수비   | 선수              |
| ------ | ------ | ----------------- |
| 1      | (우)   | 이치로            |
| 2      | (유)   | 마쓰이 가즈오     |
| 3      | (지)   | 마쓰나카 노부히코 |
| 4      | (三)   | 나카무라 노리히로 |
| 5      | (一)   | 가타오카 아쓰시   |
| 6      | (좌)   | T. 로즈           |
| 7      | (二)   | 오시마 고이치     |
| 8      | (중)   | 시바하라 히로시   |
| 9      | (포)   | 히다카 다케시     |
|        | (투)   | 마쓰자카 다이스케 |

#### 수상 선수
MVP
- 야마사키 다케시(주니치)

### 3차전

#### 스코어
| 팀 | 1 | 2 | 3 | 4 | 5 | 6 | 7 | 8 | 9 | R | H  | E |
| 센트럴 | 0 | 1 | 0 | 1 | 1 | 0 | 5 | 1 | 0 | 9 | 13 | 1 |
| 퍼시픽 | 0 | 0 | 0 | 0 | 0 | 0 | 0 | 3 | 0 | 3 | 6  | 1 |
| 승리 투수: 구도 기미야스(요미우리) 패전 투수: 오노 신고(지바 롯데) 홈런: 센트럴 – 기요하라 가즈히로(요미우리·2회 1점), 쓰보이 도모치카(한신·7회 3점), 신조 쓰요시(한신·8회 1점) 퍼시픽 – 이치로(오릭스·8회 3점) |   |   |   |   |   |   |   |   |   |   |    |   |

#### 출장 선수
| 센트럴 | 센트럴 | 센트럴            |
| 타순   | 수비   | 선수              |
| ------ | ------ | ----------------- |
| 1      | (중)   | 신조 쓰요시       |
| 2      | (포)   | 후루타 아쓰야     |
| 3      | (二)   | R. 로즈           |
| 4      | (우)   | 마쓰이 히데키     |
| 5      | (一)   | 기요하라 가즈히로 |
| 6      | (좌)   | 가네모토 도모아키 |
| 7      | (三)   | L. 고메스         |
| 8      | (지)   | 야마사키 다케시   |
| 9      | (유)   | 니오카 도모히로   |
|        | (투)   | 구도 기미야스     |

| 퍼시픽 | 퍼시픽 | 퍼시픽            |
| 타순   | 수비   | 선수              |
| ------ | ------ | ----------------- |
| 1      | (중)   | 이치로            |
| 2      | (유)   | 마쓰이 가즈오     |
| 3      | (一)   | 나카무라 노리히로 |
| 4      | (三)   | 고쿠보 히로키     |
| 5      | (포)   | 조지마 겐지       |
| 6      | (지)   | F. 볼릭           |
| 7      | (우)   | 아키야마 고지     |
| 8      | (좌)   | T. 로즈           |
| 9      | (二)   | 오시마 고이치     |
|        | (투)   | 오노 신고         |

#### 수상 선수
MVP
- 기요하라 가즈히로(요미우리)

## 같이 보기
- 일본 프로 야구 올스타전
- 일본 야구 기구(주최)
- 산요 전기(특별 협찬)